# تسرب السيانيد في بايا ماري سنة 2000

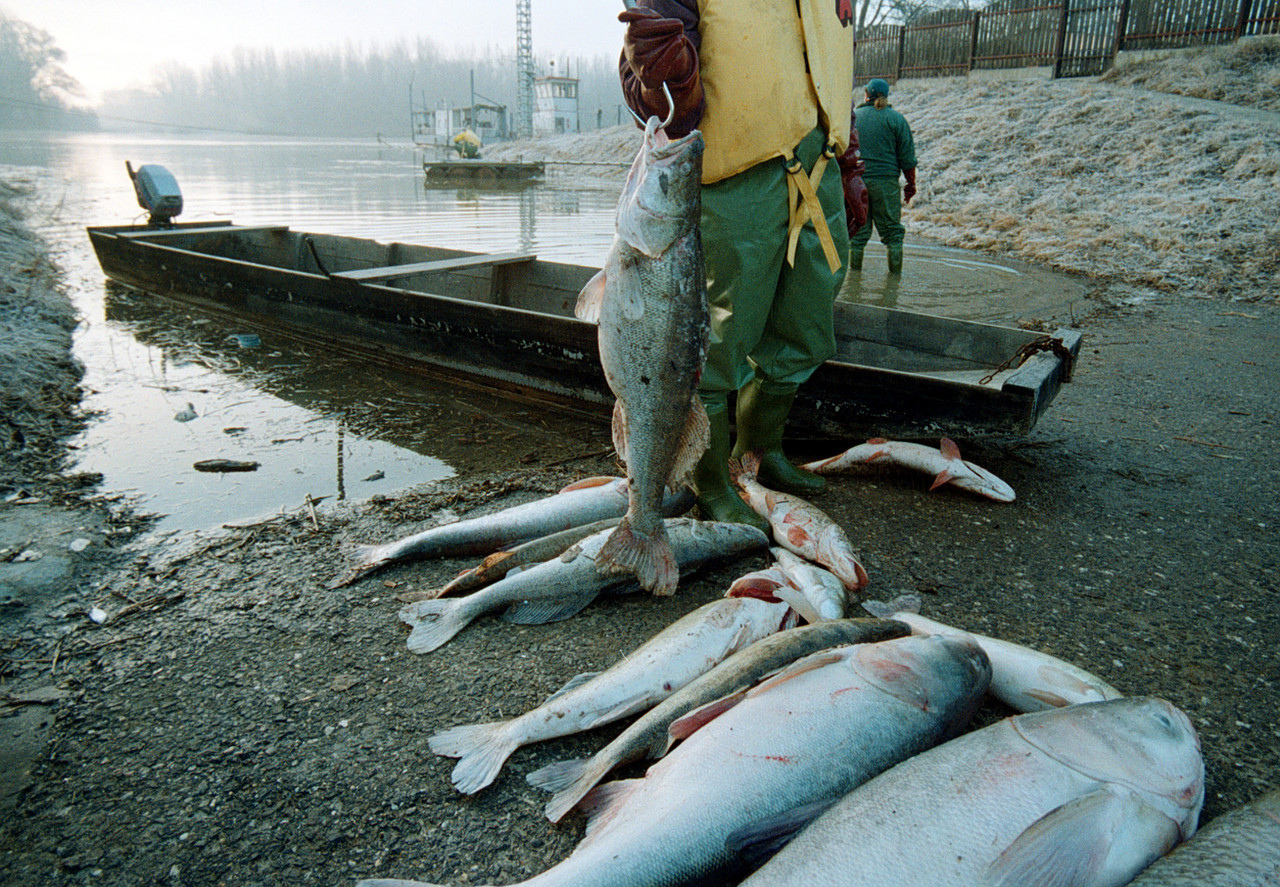
أسماك نفقت في نهر تيسا بسبب الحادثة

تسرب السيانيد في بايا ماري سنة 2000 هي حادث بيئي وقع في رومانيا بالقرب من مدينة بايا ماري حيث تسرب السيانيد المستخدم في تعدين الذهب في مناجم في تلك المنطقة إلى نهر سومش، ومنه إلى نهر تيسا ومنه إلى الدانوب، مما خلف كارثة بيئية تمثلت بنفوق أعداد كبيرة من الأسماك في رومانيا وهنغاريا.
عدت حادثة التسرب آنذاك الأسوأ في أوروبا بيئياً بعد كارثة تشيرنوبيل.